# Polka (Vápenná)
Polka (niem. Polke) – wieś, część gminy Vápenná, położona w kraju ołomunieckim, w powiecie Jesionik, w Czechach.